# Photinia chingiana
Photinia chingiana är en rosväxtart som beskrevs av Hand.-mazz.. Photinia chingiana ingår i släktet Photinia och familjen rosväxter. Utöver nominatformen finns också underarten P. c. lipingensis.